# Quadryops quasimodoi
Quadryops quasimodoi is een keversoort uit de familie ruighaarkevers (Dryopidae). De wetenschappelijke naam van de soort werd in 1985 gepubliceerd door Perkins & Spangler.